# Rivière Olomane
La rivière Olomane est un cours d'eau de la Côte-Nord au Québec(Canada). Elle se jette dans le golfe du Saint-Laurent près de La Romaine, un village de la basse Côte-Nord situé à environ 500 km à l'est de Sept-Îles.

## Description
D'une longueur d'environ 300 km, la rivière prend sa source nord-est du lac Bastille. À partir de sa source, elle coule généralement vers le sud en direction du golfe du Saint-Laurent où elle se déverse près de la communauté d'Unamen Shipu.